# Isla Duyong
Isla Duyong (en malayo: Pulau Duyong) es una isla en la desembocadura del río Terengganu, en el estado de Terengganu, en el país asiático de Malasia. Anteriormente, estaba dividida entre Pulau Besar Duyong y la más pequeña isla de Pulau Duyong Kecil, pero la sedimentación y la recuperación de tierras las unieron, así como cambiaron su línea de costa sustancialmente. Una extensión hacia el mar se ha convertido en el Heritage Resort Bay, que alberga una Copa anual de regata.
Pulau Duyong solía ser la residencia de Tok Syeikh Duyong (1802-1889), y sus descendientes, quien era una figura respetada por el pueblo. Fue un centro de estudios religiosos.